# Acanthus spinosus
O acanto (Acanthus spinosus), também conhecido como erva-gigante e melafólio, é uma planta espinhosa pertencente à família das acantáceas. É originário da Grécia e da Itália. Suas folhas serviram de modelo para ornatos arquitetônicos.

## Etimologia
"Acanto" deriva do latim acanthu. "Acanthus spinosus" é um termo latino que significa "acanto espinhoso". "Melafólio" é formado pela junção de "mela" (do grego mélas, aina, an, "negro") com "fólio" (do latim foli, ii, "folha").